# Contea di Ngamring
La contea di Ngamring (昂仁县S, Ángrén XiànP) è una contea della Cina, situata nella Regione Autonoma del Tibet e amministrata dalla prefettura di Shigatse.